# Pyoverdine
Pyoverdine ('pyo' = pus, 'verdine' = groene stof) is een fluorescente siderofoor die wordt geproduceerd door de aerobe gram-negatieve bacterie Pseudomonas aeruginosa.
Deze kleurstof zorgt in vitro voor de groene verkleuring op bijvoorbeeld MacConkey agar.